# Amunicja ekrazytowa
Amunicja ekrazytowa – rodzaj broni, amunicja zawierająca ładunek dymno-wybuchowy, oparty na kwasie pikrynowym w postaci ekrazytu, który w 95 do 100% składał się z tego kwasu. 
Wprowadzona do użytku przez wojska Austro-Węgier w czasie I wojny światowej. Używana przez późniejsze armie Czechosłowacji i Austrii, jako własna analogia do amunicji innych armii opartej na kwasie pikrynowym lub jego pochodnych: emmensicie, eversicie, dunnicie, lidycie (lyddite), szimozie (szymoza, schimose) lub melinicie. Używano w nich różnych środków do zapobiegania reakcji wspomnianego kwasu. Kwas pikrynowy był pierwszym detonującym wybuchowym wypełniaczem pocisków, ale wspomniane wyżej środki wybuchowe oparte na tym kwasie lub jego związkach powstały, ponieważ powłoki metalowe pocisków wypełnione czystym kwasem pikrynowym stają się niestabilne na skutek reakcji z metalowymi elementami – zwykle powłoką lub osłonkami zapalnika – tworząc pikryniany metali, które są bardziej wrażliwe niż macierzysty fenol, co często przyczyniało się do eksplozji podczas ładowania do pocisku.

## Właściwości
Ze względu na wyraźny błysk oraz widoczny biały dym w miejscu uderzenia amunicja ekrazytowa używana była często jako amunicja wskaźnikowa do określania celu – wstrzeliwania się. W chwili uderzenia pocisku o przeszkodę wywoływany był zapłon materiału ekrazytowego a w konsekwencji jego wybuch, od którego powstawał obłok białego dymu, widoczny z odległości do 1500–2000 m przy dobrych warunkach obserwacji. Przy trafieniu w człowieka wywoływały one obrażenia mocniejsze niż pociski dum-dum.
Używana również jako amunicja wybuchowa. Pociski artyleryjskie oparte na ekrazycie stanowią silny ładunek wybuchowy, którego niezwykle głośna eksplozja i siła wybuchu miała na celu wywołanie wśród żołnierzy lęku i psychozy strachu przed atakiem. Pocisków tego typu używano także do unieszkodliwienia tarcz ochronnych piechoty, opancerzenia płatowców i pancerzy lekkich czołgów.